# Card Serial Number
Pour les articles homonymes, voir CSN.
L'abréviation CSN (pour Card Serial Number) est un identifiant utilisé pour distinguer les cartes (à contact ou non) entre elles.
Vous pouvez le retrouver également sous différents noms selon les contextes:
UID,
CUID,
PUPI
Cet identifiant est présent dans tout type de cartes respectant la spécification PC/SC (et certaines normes ISO).
Bien que le CSN d'une carte permet de repérer et d'accéder à celle-ci efficacement, il est néanmoins déconseillé de forger la sécurité de votre système autour de ce numéro.
En effet, il est admis que sur une majorité de cartes, le CSN est fixé par le constructeur une fois pour toutes, mais il est également possible qu'il ne soit pas permanent, attribué de manière aléatoire par le lecteur, ou tout simplement personnalisé par l'utilisateur final. De plus la récupération du CSN d'une carte ne nécessite aucune autorisation et aucune clef n'est requise pour sa lecture (risque de clonage de la carte).